# Mansa sicarius
Mansa sicarius är en stekelart som först beskrevs av Smith 1860.  Mansa sicarius ingår i släktet Mansa och familjen brokparasitsteklar. Inga underarter finns listade i Catalogue of Life.